# Арсенеску, Георге
Георге Арсенеску (рум. Gheorghe Arsenescu; 31 мая 1907, Кымпулунг-Мусчел — 29 мая 1962, Жилава) — румынский офицер и антикоммунистический повстанец, командир партизанского отряда «Haiducii Muscelului — Мусчельские гайдуки». Продолжал вооружённое сопротивление до 1961. Захвачен Секуритате и расстрелян. После Румынской революции 1989 признан борцом против тоталитарного режима.

## Служба, политика, бизнес
Родился в семье капитана румынской армии. Ион Арсенеску-старший отличился на Первой мировой войне и погиб в битве при Мэрэшешти. Георге Арсенеску воспитывался на образе отца и культе военной традиции. Мечтал быть достойным памяти и превзойти в подвигах. С юности отличался храбростью, упорством, импульсивностью и авантюрностью.
Окончил школу в Кымпулунге и Национальный университет обороны имени Кароля I в Бухаресте. Служил в 20-й горнострелковой дивизии, занимал пост начальника штаба. Участвовал во Второй мировой войне в составе румынских войск Восточном фронте. Был ранен в боях за Крым. Награждён орденом Звезды Румынии. В 1947 демобилизовался в звании полковника.
После войны Георге Арсенеску включился в румынскую политику. Поддерживал левоцентристскую Национал-либеральную партию-Тэтэреску. Занимался также сельскохозяйственным бизнесом на молочной ферме под Кымпулунгом. Был привлечён за «экономический саботаж», после чего перешёл на нелегальное положение.

## Антикоммунистическая партизанская борьба

### Формирование
В начале 1948, после отречения короля Михая, стало очевидным, что Румынская коммунистическая партия (РКП) устанавливает тоталитарный коммунистический режим. Убеждённый националист и антикоммунист Георге Арсенеску не признавал государство РНР. Он начал формировать вооружённое подполье на своей малой родине в жудеце Мусчел (впоследствии включён в жудец Арджеш). Тайная штаб-квартира располагалась в православной обители, настоятель которого Пимен Бэрбиерул поддерживал партизан. В группу входили несколько земляков Арсенеску из Кымпулунга. На том этапе это были представители состоятельных слоёв: промышленники, адвокаты, офицеры.
В конце 1948 полковник Арсенеску тайно встретился в Бухаресте с лейтенантом Тома Арнэуцою. Офицеры договорились о расширении повстанческого движения в Мусчеле и совместном командовании. В начале 1949 был сформирован антикоммунистический партизанский отряд Haiducii Muscelului — Мусчельские гайдуки численностью до сотни человек.

### Гайдуки
В отряд входили люди самых разных социальных статусов и профессий — крестьяне, учителя, военные, церковнослужители, предприниматели, рабочие, юристы, студенты. Большинство повстанцев составляли крестьяне, сопротивлявшиеся бюрократическому диктату РКП, советской оккупации, насильственной коллективизации и государственному атеизму. Яркой фигурой являлась Элизабета Ризя, ставшая после 1989 символом румынского антикоммунистического сопротивления. Сформировалась база поддержки в деревнях, включавшая десятки крестьянских семей. Связи Арсенеску в военной среде позволили организовать сеть информаторов, предупреждавших партизан об опасностях.
Идейно-политически партизаны были, как правило, беспартийными. Но в отряде состояли и монархисты, национал-либералы, национал-цэрэнисты, встречались ультраправые легионеры и даже коммунисты антисталинского и антисоветского толка. В присяге бойца «Haiducii Muscelului» говорилось о верности «Его Величеству Михаю I, королю всех румын» и «свободному правительству Отечества». Сам Арсенеску стоял на позициях социал-либерализма, Арнэуцою — национал-консерватизма.
Каждый партизан обязался в присяге повиноваться командиру, давал клятву беспощадной борьбы с оккупантами и «коммуно-большевистскими зверями». При отступничестве заранее соглашался не только на собственную смерть, но и на смерть своей семьи. Присяга приносилось с крестом в одной руки и винтовкой в другой.
Повстанческая борьба «Haiducii Muscelului» в основном сводилась к нападениям и убийствам функционеров компартии, агентов и осведомителей Секуритате. Партизаны совершали рейды в деревни, срывали мероприятия властей, уничтожали коммунистическую символику. Но соотношение сил не оставляло им шансов на военную победу. Повстанцы рассчитывали на помощь США, Великобритании и Франции, поскольку были уверены, что Запад не примирится с советским контролем над Восточной Европой. Арсенеску уверял своих бойцов, что имеет прямую связь с французской военной миссией
Георге Арсенеску демонстрировал бесстрашие, решительность и лидерскую харизму. По складу личности он сильно отличался от своего фактического заместителя Тома Арнэуцою. Арсенеску был амбициозным индивидуалистом, стремился к славе, единолично и резко решал за других. Арнэуцою предпочитал коллективные решения, учитывал чужое мнение, был сдержан и вдумчив. Эти различия создавали психологические проблемы. Но примерно полгода полковник и лейтенант руководили отрядом совместно.

### Отступление
Власти бросили против отряда Арсенеску—Арнэуцою значительные силы госбезопасности и милиции. В районе действия отряда проводились массовые аресты, допрашиваемых подвергали пыткам, устанавливался плотный контроль за населением, жёстко изымалось оружие. 19 июля 1949 секуристы окружили дом отца Арнэуцою, где находились Арсенеску, братья Арнэуцою и ещё двое партизан. Арсенеску едва не был убит, Арнэуцою ранен, но им удалось прорваться. После этого решено было разделить отряд на полностью автономные единицы: Арсенеску отступил ближе к Кымпулунгу, Арнэуцою остался в районе Нукшоары.

## Подавление, казнь, память
В 1950—1951 Секуритате нанесла сильные удары по отряду Арсенеску. Сам он вновь попал в засаду, из которой с трудом сумел вырваться. Действия отряда свелись к самообороне и постоянным передислокациям, активность заметно снизилась. Однако вооружённые акции продолжались до 1 февраля 1961, когда Георге Арсенеску был схвачен Секуритате (отряд Тома Арнэуцою был разгромлен в 1958, командир и его соратники казнены в следующем году).
После жёстких допросов и избиений Георге Арсенеску был приговорён к смертной казни. Расстрелян 29 мая 1962 года в тюрьме Жилавы. Всего по делам отряда «Haiducii Muscelului» были осуждены около ста человек, в том числе — дважды — Элизабета Ризя. Семь лет тюрьмы получила жена Арсенеску Мария.
После революции 1989 многие румыны считают партизанскую борьбу 1940—1960-х героическим освободительным движением. Это отношение распространяется и на Георге Арсенеску.
Наряду с Теодором Шушманом, Георге Арсенеску с юности был кумиром Джелу Войкана Войкулеску — вице-премьера в первом революционном правительстве 1989—1990, организатора суда и казни Чаушеску.